# 懒废活
懒废活（直译：「懒惰女孩的工作」，#lazygirljob）是一个网络流行的新词，用来指一种轻松的工作，通常是白领工作，薪水不错，员工可以安静地辞职。
这个词由加布里埃尔·贾奇（Gabrielle Judge）于2023年创造，她在Instagram的ID是“antiworkgirlboss”，以回应忙碌文化、大辞职 和劳动剥削。虽然这种网络趋势以年轻女性为中心，但她表示男性也可以共同进行；贾奇解释“#lazygirljob”的话题标签是一种营销噱头，目的是提高人们对“有害工作场所期望”的认识，而不是在赞美懒惰。 截至2023年7月底，贾奇的帖子获得近35万个赞，TikTok的#lazygirljob标签获得超过1,700万次观看，其他年轻女性也描述自己的“懒废活”生活方式。
“Lazy girl jobs”一词是COVID-19疫情期间，反工作理念发展的产物。 这项活动参与者经常使用的短语，如“act your wage” 和“burnout” 在疫情后期广为流传。其与“I don't dream of labor”运动类似， 强调将工作与个人生活分开；这一趋势仍然鼓励人们参与职场，而不是呆在家里（stay at home），后者在2022年末也越来越受欢迎。

## 评论
人们对这句话的反应不一，批评者普遍认为“懒惰的员工”可能会被人工智能取代、 Z世代的员工并没有为“成年人的挑战”而成长、 参与者持有“失败主义态度”。
这项运动的支持者则认为，“懒废活”鼓励工作与生活的平衡、 根据工资水平进行工作、避免倦怠，并通过非传统方式赚取更多钱，例如过度就业（overemployment）。